# Die drei Sonnen
Die drei Sonnen (chinesisch 三體 / 三体, Pinyin Sān tǐ, Jyutping Saam1 tai2 – „Drei (Himmels-)Körper“) ist ein Science-Fiction-Roman des chinesischen Autors Liu Cixin. Die Originalausgabe erschien 2006 zunächst in Fortsetzungen in der Zeitschrift Science Fiction World und wurde 2008 in Buchform publiziert; eine deutsche Übersetzung von Martina Hasse erschien im Dezember 2016 im Heyne Verlag.
Der Roman beschreibt den ersten Kontakt der Menschheit mit einer außerirdischen Zivilisation, den „Trisolariern“, so genannt, weil ihr Heimatplanet unter dem gravitativen Einfluss dreier Sonnen steht. Der Bahnverlauf dieser drei Sonnen ist nicht präzise vorherzusagen und die auf Trisolaris entstehenden Zivilisationen werden dadurch ein ums andere Mal vernichtet. Um der immer wiederkehrenden Auslöschung des Lebens in ihrer Heimat zu entkommen, begibt sich eine trisolarische Zivilisation, die es trotz der Umstände geschafft hat, sich bis ins Raumfahrtzeitalter zu entwickeln, auf den Weg in Richtung der knapp 4,2 Lichtjahre entfernten Erde, um diese als neuen Lebensraum für sich in Anspruch zu nehmen und die dort lebende Menschheit zu vernichten.
Der chinesische Titel bedeutet wörtlich übersetzt „Drei Körper“ und spielt auf das Dreikörperproblem der Himmelsmechanik an, das im Roman von zentraler Bedeutung ist; im Gegensatz zum Original und zur bereits 2014 erschienenen englischen Übersetzung (The Three Body Problem, zu dt. also Das Dreikörperproblem) greift der deutsche Titel besagtes mathematisches Problem nur indirekt auf.
Die drei Sonnen ist der erste Teil der Trisolaris-Trilogie, die mit Der dunkle Wald (2008; auf dt. erschienen 2018) und Jenseits der Zeit (2010; auf dt. erschienen 2019) fortgesetzt wird; er erhielt zahlreiche internationale Preise, unter anderem 2015 den Hugo Award als bester Science-Fiction-Roman.

## Handlung
Während der Kulturrevolution in den Sechzigerjahren muss die junge Astrophysikerin Ye Wenjie hilflos mit ansehen, wie ihr Vater Ye Zhetai, ein angesehener Akademiker und Professor für theoretische Physik, von vier Rotgardistinnen der zur Tsinghua-Universität gehörenden Highschool wegen der Verbreitung von als reaktionär angesehener Inhalte in seinen Vorlesungen (wie der Relativitätstheorie) zu Tode geprügelt wird. Ihre Mutter Shao Lin sprach sich dabei aus Angst und ihre jüngere Schwester Ye Wenxue aus Eifer für die Sache für seine Hinrichtung aus. Zwei Jahre später ist Ye Wenjie, welcher wegen ihres Vaters der Ruf einer Verräterin anhängt, als Teil einer auf Holzwirtschaft spezialisierten Arbeitsbrigade in der inneren Mongolei tätig. Dabei freundet sie sich mit dem zur Berichterstattung entsendeten Journalisten Bai Mulin an, welcher ihren akademischen Hintergrund kennt und sie eine amerikanische Ausgabe des als reaktionär angesehenen und daher verbotenen Buches Der stumme Frühling lesen lässt, dessen Besitz ihm zur Übersetzung einiger Kapitel gestattet wurde. Das Buch schildert die schrecklichen und vernichtenden Auswirkungen des Einsatzes von Pestiziden auf die Natur und lässt Ye Wenjie vor dem Hintergrund der Kulturrevolution sachlich darüber nachdenken, dass die Menschheit nicht alleine in der Lage sein kann, ihre eigene Bösartigkeit zu erkennen und daher auf eine Kraft von außerhalb angewiesen ist. Bai Mulin lässt sich von Ye Wenjie bei einem Brief über den Inhalt des Buches helfen und fügt heimlich einen Aufruf zur Revolution hinzu. Als der Brief entdeckt wird, entzieht sich Bai Mulin dem Verdacht durch die Beschuldigung von Ye Wenjie, was als glaubwürdig angesehen wird, da das Buch bei ihr gefunden und der Brief in ihrer Handschrift verfasst wurde. Ye Wenjie wird verhaftet und nimmt das ihr von Lei Zhicheng und Yang Weining (einem ehemaligen Studenten ihres Vaters Ye Zhetai) unterbreitete Angebot an, ihre Schuld an der Militärbasis „Rotes Ufer“ abzuarbeiten, deren Aufgabe die Zerstörung feindlicher Satelliten durch Radiowellen ist. 
Einige Zeit später erfährt Ye Wenjie aufgrund guter Arbeit vom geheimen Forschungsprojekt, als chinesische Version von SETI nach intelligenten außerirdischen Zivilisationen zu suchen. Dabei entdeckt Ye Wenjie auf Grundlage ihrer eigenen früheren Forschung die Möglichkeit, dass gesendete Radioübertragungen durch Reflexion an der Konvektionszone der Sonne verstärkt werden können und nutzt diese zur Entsendung einer interstellaren Nachricht. Acht Jahre später ist sie eine lieblose Ehe mit Yang Weining eingegangen, als die Antwort eines außerirdischen Pazifisten auf ihre Nachricht eintrifft. Dieser warnt, unter keinen Umständen zu antworten, da andernfalls die Erde von seiner Zivilisation lokalisiert und erobert werden könnte. In der Nachricht sind weiterhin die harten Umweltbedingungen der fremden Welt und die Geschichte von deren Zivilisation beschrieben. Vom Trauma um den Tod ihres Vaters geprägt, erhofft Ye Wenjie sich Hilfe von den Außerirdischen für die notwendige Umgestaltung der Menschheit, zu welcher diese nicht selbst fähig ist, und schickt entgegen der deutlichen Warnung eine Antwort, in welcher sie der fremden Welt umgekehrt ihre Unterstützung anbietet. Lei Zhicheng entdeckt die außerirdische Nachricht und konfrontiert Ye Wenjie, welche daraufhin zur Geheimhaltung die nächste Gelegenheit zu seiner Ermordung nutzt. Dabei ist sie ebenso zur Ermordung ihres Ehemanns Yang Weining gezwungen, kurz darauf bringt sie ihre gemeinsame Tochter Yang Dong zur Welt.
Einige Zeit später, nach Abschluss der Kulturrevolution, kehrt Ye Wenjie als Professorin an die Tsinghua-Universität zurück. Sie trifft auf Mike Evans, Sohn des CEOs einer der größten Ölfirmen, der aber engagierter Umweltschützer ist und unter der Bezeichnung „Omnikommunismus“ die Meinung vertritt, dass alle Spezies gleich sind. Ye sieht, dass Evans ebenso wütend auf die Menschheit ist und vertraut ihm an, was sie in der Militärbasis „Rotes Ufer“ erlebt hat. Evans verwendet sein Vermögen, um Mitarbeiter anzustellen und erwirbt ein riesiges Schiff, genannt „Jüngstes Gericht“, das er in eine schwimmende Kolonie und einen Horchposten umbaut. Nachdem sie Nachrichten der von ihnen als „Trisolaris“ bezeichneten Welt erhalten haben und somit die Geschichte bestätigt wurde, kündigt Evans die Gründung der militanten und teilweise geheimen „Erde-Trisolaris-Organisation“ (ETO) als eine Art Fünfte Kolonne an und ernennt Ye als deren Führerin. Die Nachrichten verkünden, dass eine Eroberungsflotte der Trisolarier aufgebrochen ist, aber die Erde erst in 450 Jahren erreichen wird, da die Flotte nur mit 1/10 der Lichtgeschwindigkeit reisen kann und auch lange braucht, um auf diese Geschwindigkeit zu beschleunigen. Die Vereinigung lockt eine Vielzahl von Wissenschaftlern, teilweise Mitarbeiter von Regierungen und andere gebildete Leute an, die mit der Politik und den Vorgängen auf der Erde unzufrieden sind. Die Vereinigung formt eine kleine Privatarmee und beginnt, kleine Atombomben zu bauen. Evans jedoch behält die Kontrolle über die meisten Ressourcen und beginnt Nachrichten von Trisolaris zurückzuhalten oder ändert diese ab. Überdies zerbricht die Vereinigung in Fraktionen: Die Adventisten und ihr Führer Mike Evans streben die komplette Vernichtung der Menschheit durch die Trisolarier an. Die Erlöser und ihre Führerin Shen Yufei wollen (unter anderem mit Hilfe ihres Ehemanns Wei Cheng, einem genialen Mathematiker) den Trisolariern bei der Lösung des Drei-Körper-Problems helfen. Die Überlebenden, eine kleine Fraktion, deren Mitglieder sich hauptsächlich aus Chinesen rekrutieren, wollen den Trisolariern bei der Eroberung der Erde helfen, verlangen aber im Gegenzug, dass ihre Nachkommen überleben dürfen.
In einem weiteren und parallel erzählten Handlungsstrang in der Gegenwart soll Wang Miao, Professor für Nanowissenschaften und Hobbyfotograf, den ungehobelten Polizisten Shi Qiang dabei unterstützen, tödliche Vorfälle im Zusammenhang mit internationalen Spitzenwissenschaftlern aufzuklären, darunter ebenso den Selbstmord von Yang Dong. Ihre Abschiedsworte verkünden, dass die Physik nie existiert habe. Wang Miao spricht dazu mit ihrer Mutter Ye Wenjie sowie ihrem Freund Ding Yi (bekannt aus „Kugelblitz“), der ihm von neuerdings völlig chaotischen und widersprüchlichen Messergebnissen bei Kollisionsexperimenten von Elementarteilchen berichtet. Während der folgenden Tage hat Wang Miao merkwürdige Halluzinationen, unter anderem erscheinen Zahlenreihen erst auf seinen Fotos und dann in seinem Blickfeld ohne irgendeine Erklärung. Es handelt sich dabei um einen Countdown von insgesamt 1200 Stunden. Bei einem Besuch bei Shen Yufei, Gründerin der Organisation „Frontiers of Science“, deren Aufgabe die Erkundung einer möglichen Grenze wissenschaftlicher Erkenntnis ist und die in Verbindung mit einigen der tödlichen Vorfälle zu stehen scheint, besucht Wang Miao auf ihren Rat hin den Astronomen Sha Ruishan und beobachtet mit ihm das plötzliche Flackern der kosmischen Hintergrundstrahlung, für beide ein völlig unerklärliches Phänomen, und beendet vorerst seine Forschung, was den mysteriösen Countdown in seinen Augen verschwinden lässt.
Wang Miao, der bei dem Besuch gesehen hat, dass Shen Yufei das anspruchsvolle und komplexe Virtual-Reality-Computerspiel „Three Body“ (三体) gespielt hat, besorgt sich die nötige Ausrüstung, um selber zu spielen. Das Spiel ist auf einer scheinbar fantastischen Welt angesiedelt, auf der Sonnenauf- und -untergänge scheinbar völligem Zufall folgen und bis zu drei auftauchende Meteore entweder als gutes oder schlechtes Omen für chaotische oder stabile Zeitalter gedeutet werden. Die Entwicklung einer Zivilisation auf seiner Oberfläche wird immer wieder unterbrochen: Entweder verglüht die Atmosphäre oder sie erstarrt in Eis. Das extreme Klima wechselt teilweise innerhalb von Minuten. Die Einwohner (die im Spiel wie Menschen aussehen) haben Schwierigkeiten, ihre Zivilisation weiterzuentwickeln und die Klimaänderungen vorherzusagen. Im Gegensatz zu Menschen haben sie allerdings die Fähigkeit entwickelt, sich auszutrocknen und in eine papierähnliche Rolle zu verwandeln. Dies dient dazu, die chaotischen Zeitalter zu überdauern. Im Spiel tauchen Aristoteles, Mozi, Newton und andere Persönlichkeiten auf, aber keiner von ihnen kann das Klima vorhersagen. Wang Miao siegt mit der Erkenntnis der Existenz dreier Sonnen. Ein Planet in einem solchen System kann nur einer chaotischen Bahn folgen (Dreikörperproblem) und wird irgendwann unausweichlich in eine der Sonnen stürzen. Das Spiel endet mit dem Aufbruch einer Raumflotte in Richtung einer neuen Welt. Es stellt sich heraus, dass das Spiel dazu dient, Mitglieder für die Erde-Trisolaris-Organisation ETO zu gewinnen. Wang wird in die Organisation aufgenommen und informiert Shi. Das führt zu einem Kampf zwischen der Volksbefreiungsarmee und den Soldaten der Vereinigung. Ye wird verhaftet. Die Volksbefreiungsarmee arbeitet mit den Amerikanern und deren Anführer Colonel Stanton zusammen, um die „Jüngstes Gericht“ zu überfallen. Aufgrund eines Vorschlags von Shi wird das Schiff bei der Durchfahrt des Panamakanals mit unzähligen darüber gespannten feinen Fäden aus Nanomaterial, an denen Wang zuvor forschte, in Scheiben zerteilt. Das führt zu einem Massaker an der Besatzung, verhindert aber die Datenvernichtung, die zu neuen Enthüllungen führen. Die Trisolarier haben eine extrem fortgeschrittene Technologie. Eine davon ist ein 11-dimensionaler Supercomputer, Sophon (智子) genannt, der in drei Dimensionen lediglich das Volumen eines Protons besitzt. Eine weitere Erkenntnis ist, dass zwei dieser Sophonen zur Erde gesendet wurden und dort Halluzinationen erzeugen, um Wissenschaftler in den Wahnsinn zu treiben, jeden Winkel der Erde ausspionieren und die Informationen mit Hilfe von Quantenverschränkung augenblicklich an Trisolaris schicken können. Mithilfe der Sophonen erzeugen die Trisolarier als Zeichen ihrer Verachtung die letzte Nachricht „Ihr seid Ungeziefer!“ in den Augen der Generäle der Volksbefreiungsarmee, darunter Chang Weisi, und beenden daraufhin sämtliche Kommunikation mit den Menschen. Eine Hauptaufgabe der Sophonen ist zudem die Störung aller Teilchenbeschleuniger der Erde, sodass die Erde dadurch Schlüsseltechnologien praktisch nicht mehr erforschen kann und damit der technologische Fortschritt bis zur Ankunft der Flotte nahezu vollständig lahmgelegt wird. Wang Miao und Ding Yi verstehen nun die Abschiedsworte von Yang Dong und verfallen dem Alkoholismus. Shi Qiang fährt sie auf ein abgelegenes Feld mit unzähligen Insekten und verkündet, dass trotz aller Fortschritte bei aggressiven Pestiziden das Ungeziefer einfach nicht ausgerottet werden konnte. Mit gestärkter Zuversicht kehren sie gemeinsam nach Peking zurück, um bei der Vorbereitung auf den kommenden Krieg gegen die Trisolarier zu helfen.
Ye Wenjie darf kurz vor ihrem nahenden Tod noch einmal die abgerissene und zu Ruinen verfallene Forschungsstation „Rotes Ufer“ besuchen, wo sie ihre Entscheidungen der Vergangenheit reflektiert und beim Anblick des „Sonnenuntergangs der Menschheit“ erkennt, dass von nun an alles anders sein wird.

## Hintergrund

### Veröffentlichungen
- Liu Cixin: Die drei Sonnen. Heyne, München 2017, ISBN 978-3-453-31716-1.
- Liu Cixin: Trisolaris – Die Trilogie. Heyne, München 2022, ISBN 978-3-453-32245-5.

Die Originalausgabe erschien 2006 zunächst in Fortsetzungen in der Zeitschrift Science Fiction World und wurde 2008 in China auch in Buchform veröffentlicht. 2014 erschien der Roman in einer Übersetzung von Ken Liu beim New Yorker Verlag Tor Books unter dem Titel The Three Body Problem auf Englisch, eine deutsche Übersetzung von Martina Hasse folgte im Januar 2017 im Heyne Verlag.
Mediale Bekanntheit erfuhr das Buch vor allem durch ein Interview des damaligen US-Präsidenten Barack Obama in der New York Times, in dem Obama angab, ein Fan Liu Cixins zu sein und Die drei Sonnen als beeindruckend empfunden zu haben.
Im Jahr 2022 erschien das Buch zusammen mit den Fortsetzungen Der dunkle Wald und Jenseits der Zeit als gebundene Ausgabe neu unter dem Titel Trisolaris – Die Trilogie.

### Adaptionen
2017 produzierten der WDR und der NDR Lius Die drei Sonnen als zwölfteiliges Hörspiel mit insgesamt 315 Minuten Laufzeit unter der Regie von Martin Zylka, das vom Sender WDR 5 in der Zeit vom 25. bis 29. Dezember 2017 erstausgestrahlt wurde. Das Hörspiel ist auch mit gleicher Gesamtlänge in einer sechsteiligen Fassung erschienen.
Die Romanvorlage wurde 2015 außerdem unter der Regie von Fanfan Zhang mit Feng Shaofeng und Jingchu Zhang unter dem Titel The Three Body Problem verfilmt und sollte ursprünglich Juli 2016 in die Kinos kommen; im darauffolgenden Jahr aber gaben die Produzenten eine Verschiebung auf unbestimmte Zeit bekannt.
Am 1. September 2020 wurde bekannt gegeben, dass Netflix die Rechte an der Trilogie erworben und eine Serie mit David Benioff, D.B. Weiss und Alexander Woo als Drehbuchautoren und Produktionsleitern in Auftrag gegeben hat. Die Serie wurde als 3 Body Problem am 21. März 2024 veröffentlicht.
Am 15. Januar 2023 veröffentlichte TenCent Die drei Sonnen als Serie auf YouTube.

### Fortsetzungen
Die drei Sonnen ist der erste Teil der „Trisolaris-Trilogie“ von Liu Cixin, die mit Der dunkle Wald (2008; auf dt. erschienen 2018) und Jenseits der Zeit (2010; auf dt. erschienen 2019) fortgesetzt wird.
Botschafter der Sterne (2011; auf dt. erschienen 2021, 观想之宙,  Guānxiǎng zhī zhòu – „Universum der Visualisierung“) ist eine autorisierte Fortsetzung der „Trisolaris-Trilogie“ des chinesischen Schriftstellers Baoshu (Pseudonym von Li Jun).

### Rezensionen
- Für Maximilian Kalkhof auf spiegel.de ist der Roman auf den ersten Blick vielleicht etwas althergebrachte harte Science Fiction. Aber wie der Autor „… das alles verbindet, die Kulturrevolution, die Geschichte der menschlichen Zivilisation und die Frage nach den Grenzen der Wissenschaft: Das ist meisterlich.“[11]
- Für Thomas Grüter in Spektrum.de spricht der Roman „… viele tiefschürfende philosophische Fragen an und gibt nebenbei einen seltenen Einblick in die Verheerungen der chinesischen Kulturrevolution.“ Die Gesamtkomposition sei meisterhaft, zu bemängeln seien aber die „…teilweise abstrusen Verzerrungen physikalischer Tatsachen“.[12]
- Hahn Marten im Deutschlandfunk: „[Der Roman] verknüpft chinesische Geschichte und wissenschaftliches Wissen mit der Fiktion einer außerirdischen Bedrohung.“ – „[E]in Buch für Fans intelligenter Literatur.“[13]

### Auszeichnungen
- 2006: Galaxy Award als bester Roman
- 2015: Hugo Award als bester Science-Fiction-Roman
- 2017: Kurd-Laßwitz-Preis als bestes ausländisches Werk und für die beste Übersetzung
- 2018: Premio Italia in der Kategorie Internationale Science-Fiction

### Sonstiges
Die im Roman angegebene URL 3body.net war 2018 nicht mehr in Betrieb; die URL 3body.com wird in chinesischer Sprache betrieben.
Die chinesische Bezeichnung der aus einzelnen Protonen hergestellten Sophonen ist „智子“ (Pinyin zhìzi), eine Kombination aus den chinesischen Bezeichnungen „质子,  zhízǐ“ für „Proton“ sowie „智 zhì“ für „Weisheit“. Bei der englischen Übersetzung verzichtete Ken Liu auf die Analogie „smarticle“ als Kofferwort von „smart“ (schlau) und „particle“ (Partikel) und entschied sich für „sophon“ aufgrund des altgriechischen Wortes „sophía“ für „Weisheit“, wie es etwa auch im deutschen Wort „Philosophie“ vorkommt. Bei der französischen Übersetzung wurde jedoch der Begriff „intellectron“ als Kofferwort aus „intellectuel“ (intellektuell) und „électron“ (Elektron) benutzt.